# Ralf Zacherl

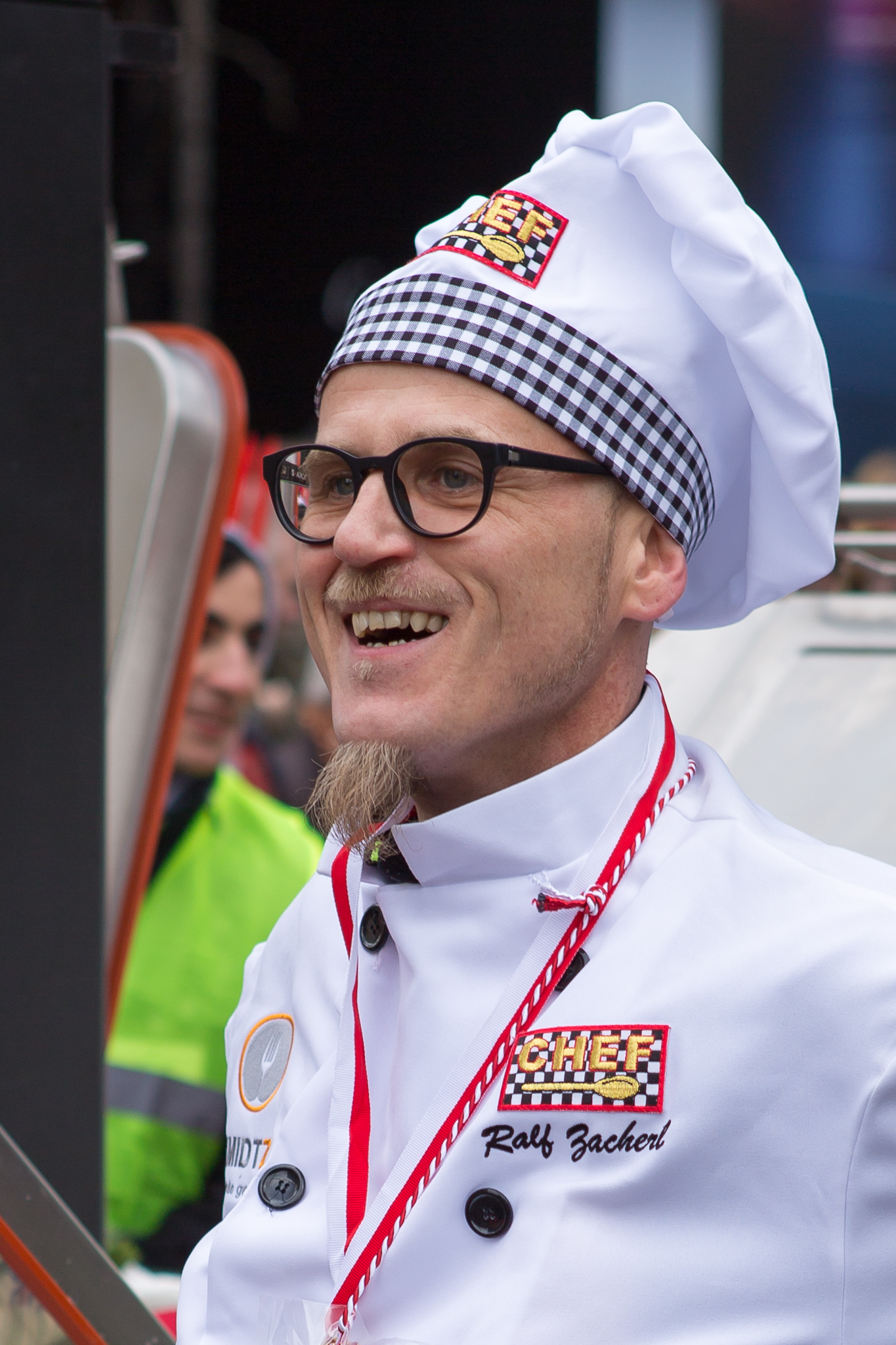
Ralf Zacherl beim Berliner Karneval 2016

Ralf Zacherl (* 9. Januar 1971 in Wertheim) ist ein deutscher Koch und Fernsehkoch.

## Leben
Ralf Zacherl wuchs im Wertheimer Stadtteil Sachsenhausen auf, wo seine Eltern das seit über 125 Jahren im Familienbesitz befindliche Gasthaus Engel betreiben. Nach der Mittleren Reife absolvierte er eine Kochlehre im Hotel Schwan in Wertheim unter dessen damaligen Küchenchef Otto Hoh. Seine zehn Jahre jüngere Schwester Jasmin ist ebenfalls Köchin von Beruf. Zacherl war ab 2009 mit Ulrike Leifer verheiratet. 2018 heiratete er seine neue Partnerin, mit der er seit 2011 zusammen ist.
In den Jahren 1991 und 1992 kochte er bei Stefan Marquard im 3 Stuben in Meersburg. 1995 wurde er Küchenchef im Restaurant Graues Haus in Oestrich-Winkel, das unter ihm mit einem Michelinstern ausgezeichnet wurde. 1997/1998 kochten er und Harald Wohlfahrt (Traube Tonbach in Baiersbronn), 1998 im Gourmetrestaurant Athenee Palace in Djerba, 1999 im Restaurant STIL in Berlin und 2001 in der Weinbar Rutz in Berlin. 2003 machte sich Zacherl selbständig und bietet unter anderem Eventkochen und Kochkurse an.
Daneben ist Zacherl langjährig als Fernsehkoch in Erscheinung getreten. Durch die tägliche Kochsendung Zacherl: Einfach kochen!, die ab dem 6. März 2003 um 11.25 Uhr auf ProSieben ausgestrahlt wurde, erhielt er Bekanntheit auch außerhalb von Feinschmeckerkreisen. Ab dem 19. April 2003 wurde die Sendung durch die Ausstrahlung einer Samstagsfolge um 18.00 Uhr erweitert. Nach nur wenigen Monaten wurde die Sendung im Sommer 2004 eingestellt und Zacherl vermehrt in den ProSieben-Formaten S.O.S. – Home & Style, Avenzio – schöner Leben! und BIZZ eingebunden.
Ab dem 12. April 2005 war er beim Privatsender RTL II in der Koch-Dokusoap Die Kochprofis. Weiterhin war er in Planet Cook (KiKA, ZDF) zu sehen. Auftritte bei Kerner, Lanz kocht und Gastauftritte in verschiedenen anderen Sendungen, etwa der Comedyshow Freitag Nacht News, folgten. Nach der Trennung der Erstbesetzung der Kochprofis von RTL II, ist er mit den beiden anderen Protagonisten  der Sendung Mario Kotaska und Martin Baudrexel in einem ähnlichen Format auf VOX bei Die Küchenchefs in der deutschen Gastronomie als Coach unterwegs. Anfang 2015 gab der Fernsehsender VOX das Ende der Kochsendung bekannt. Im Oktober 2014 eröffnete er zusammen mit seinem Kollegen Mario Kotaska und dem Berliner Weinladen Schmidt das Restaurant „Schmidt Z&KO“ in Berlin. Zudem bieten die beiden Köche dort unter dem Titel „Genussschule“ Kochkurse an.
Seit November 2016 ist Zacherl Stammjuror in der aktuellen deutschen Version des internationalen Kochshow-Formats MasterChef, die auf Sky One ausgestrahlt sowie auf der digitalen Plattform von Sky Deutschland zum Streaming angeboten wird. Zacherl war als einziges Jury-Mitglied in allen bislang für Sky One produzierten MasterChef-Staffeln dabei, inklusive des Spin-Off MasterChef Celebrity.
Zacherls mediale Erscheinung fällt vor allem durch Glatze, Kinnbart und stark nasale Sprechweise auf, die unter anderem in der Comedy-Sendung Freitag Nacht News Anlass für eine Serie entsprechender Parodien auf den Koch war. In einigen Folgen spielte Zacherl persönlich als Konterpart seines Imitators mit.
Zacherl ist Anhänger des FC St. Pauli.

## Auszeichnungen
In seinem ersten Jahr als Küchenchef wurde das Graue Haus in Oestrich-Winkel 1997 mit 16 Punkten vom Gault-Millau und einem Michelin-Stern bewertet. Zacherl war damals mit 26 Jahren der jüngste Koch, dessen Restaurant mit einem Stern ausgezeichnet wurde.
Er bekam als Bester Newcomer 2001 den Gastro Award verliehen und war Aufsteiger des Jahres 2001 bei den Berliner Meisterköchen. 2002 wurde er Berliner Meisterkoch.